# Giulio Fagnano
Pour les articles homonymes, voir Fagnano.
Giulio Carlo Fagnano, né à Senigallia le 6 décembre 1682 où il est mort le 26 septembre 1766, est un mathématicien italien.
Il est connu pour ses travaux sur les propriétés et les usages de la courbe dite lemniscate et pour être vraisemblablement le premier à avoir étudié la théorie de l'intégrale elliptique.

## Biographie
Vers l’an 1710, Giulio Fagnano donna, dans les journaux italiens et dans les Actes de Leipzig, plusieurs Mémoires sur des problèmes de géométrie et d’analyse transcendante. Il a réuni ces pièces à plusieurs autres qui n’avalent point encore vu le jour, et a publié le tout sous ce titre : Produzioni matematiche, Pise, 1730, 2 vol. in-4°. Le premier volume contient une Théorie générale, très-détaillée et peut-être trop longue, des proportions géométrique ; le second offre d’abord un traité des Diverses propriétés des triangles rectilignes, et ensuite plusieurs pièces relatives aux propriétés et à quelques usages de ta courbe dite lemniscate. Ce second volume est intéressant par les résultats curieux et remarquables que l’on y trouve. Il paraît que la lemniscate était la courbe favorite de Fagnano : il l’a retournée dans tous les sens, et en a même fait graver la figure sur le frontispice de son livre.